# 尼克·凯
尼克·凯（英語：Nick Kay，1992年8月3日—），澳大利亚男子篮球运动员。他曾代表澳大利亚国家队参加2020年夏季奥林匹克运动会篮球比赛，获得一枚铜牌。他也曾参加2018年英联邦运动会。